# Philipp von Hellingrath
Philipp von Hellingrath (22 de febrero de 1862-13 de diciembre de 1939) fue un General der Kavallerie bávaro y el último Ministro de Guerra bajo Luis III de Baviera.

## Biografía
Von Hellingrath nació en Múnich. Logró el Abitur, y se unió al 1.º Regimiento Real Bávaro de Caballería Pesada "Príncipe Carlos de Baviera" en 1880, convirtiéndose en Teniente del 2.º Regimiento Real Bávaro de Ulanos en 1882, y visitó la Academia de Guerra bávara entre 1887 y 1890. Dos años más tarde se convirtió en Hofkavalier (caballero de la corte) del duque Carlos Teodoro de Baviera, en 1893 adjunto de la 4.ª Brigada de Caballería y avanzó al rango de Rittmeister en 1897. Después en 1899 fue comandante de escuadrón en el 1.º Regimiento Chevauleger, fue transferido al estado mayor de la 3.ª División Real Bávara en 1902 y avanzó a Mayor en 1903. En 1905 sirvió en el estado mayor del I Cuerpo Real Bávaro, y poco después en el Estado Mayor central. En 1907 se convirtió en Oberstleutnant y comandante del 4.º Regimiento Chevauleger, en 1909 pasó a ser Oberst y comandante de la 3.ª Brigada de Caballería, y fue hecho Mayor General en 1912. En 1914 se convirtió en comandante de la 6.ª Brigada de Caballería. Con el inicio de la I Guerra Mundial fue hecho inspector del Etappen-Inspektion (unidad de inspección de bases) del 6.º Ejército, poco después avanzó a Teniente General y se convirtió en representante militar de Baviera en el cuartel general alemán. En 1915 tomó parte como comandante divisional en las campañas contra Francia, Lituania y Curlandia. El 11 de diciembre de 1916 fue nombrado ministro de guerra y representante de Baviera en el Consejo Federal del Imperio alemán. Avanzó al rango de general der Kavallerie el 28 de mayo de 1918. El 8 de noviembre del mismo año Albert Roßhaupter lo siguió como primer ministro de guerra del nuevo Freistaat. Von Hellingrath se retiró el 25 de noviembre de 1918 y murió en su ciudad en 1939.

## Condecoraciones
- Ritterkreuz de la Orden Militar de Max Joseph, 27 de abril de 1915
- Kommandeurkreuz de la Orden Militar de Max Joseph, 18 de agosto de 1916
- Caballero de 1.ª Clase con Espadas de la Orden del Águila Roja, 14 de noviembre de 1918